# Sierra Vicuña Mackenna
La sierra Vicuña Mackenna és el tram més alt de la serralada de la Costa, a Xile, i on es troba la seva major altura, el cerro Vicuña Mackenna amb 3.114 msnm.
S'estén en el sud-oest de la regió de'Antofagasta, entre les ciutats d'Antofagasta i Taltal. A causa del compacta que s'hi presenta i a les seves grans altures, que sobrepassen els 3.000 msnm, realitza la funció de paravent climàtic en impedir l'arribada de la humitat costanera a l'interior del territori, donant lloc als sectors més secs del desert d'Atacama. A més, el seu contacte directe amb la mar no ha permès la formació de planures litorals.
Les seves màximes altures són: 
- El cerro Vicuña Mackenna amb 3.114 msnm.[2]
- El cerro Armazones, amb 3.064 msnm (on es trobarà situat el telescopi E-ELT).[4]
- El cerro Yumbes, amb 2.392 msnm.